# Mournful Monuments 1998–2002
Mournful Monuments 1998–2002 (englisch Jammervolle Monumente 1998–2002) ist eine Kompilation der dänischen Funeral-Doom-Band Nortt.

## Geschichte
Ende April 2003 gab Possession Productions Mournful Monuments 1998–2002 als Retrospektive über das Frühwerk Nortts heraus. Das Label aus Belarus stellte hierzu das Demo Graven und die EP Hedengang zu einer MC-Kompilation zusammen.

## Albuminformationen
Mournful Monuments 1998–2002 ist die erste Kompilation der Band.

### Umfang und Gestaltung
Das 2003 erstmals veröffentlichte Album enthält zehn separate Stücke, die eine Gesamtspielzeit von 1:07:14 Stunden haben. Von der Kompilation erschienen 500 Exemplare. Die Aufnahmen des Demos und der EP blieben hierbei unverändert.

### Stil
Nortt nutzt die musikalische Selbstbeschreibung als „Pure Depressive Black Funeral Doom Metal“. Auch die Veröffentlichungen, die Mournful Monuments 1998–2002 zugrunde liegen, entsprechen dieser Zuschreibung. Graven, gilt als die Veröffentlichung mit der sich der Klang des Projektes perfektionierte. Das physische Klavier anstelle eines Synthesizers prägte die monoton triste und leere Atmosphäre, die mit ausgewogenem Gitarrenspiel zwischen „Härte und Kälte“ wirkt. Gesang, Gitarrenspiel und Keyboardarrangement stehen dabei harmonisch zueinander. Auf Hedengang wirkt die Musik mit massiv verzerrten, jedoch statische Gitarrenanschlägen, besonders roh, rau und langsam. Minimalistische Melodien werden dazu auf dem Klavier gespielt und das Keyboard, bildet fortwährend einen Hintergrund. Der Rhythmus bleibt einfach und langsam, während der Gesang zwischen krächzenden Schreien und Flüstern variiert.